# Cochliobolus
Cochliobolus is een geslacht van schimmels behorend tot de familie Pleosporaceae. De typesoort is Cochliobolus heterostrophus.

## Soorten
Volgens Index Fungorum bevat het geslacht 23 soorten (peildatum december 2021):
| Soortnaam                   | Auteur(s)                             | Publicatiejaar |
| --------------------------- | ------------------------------------- | -------------- |
| Cochliobolus akaii          | (Tsuda & Ueyama) Sivan.               | 1987           |
| Cochliobolus akaiiensis     | Sivan.                                | 1987           |
| Cochliobolus bicolor        | A.R. Paul & Parbery                   | 1966           |
| Cochliobolus boutelouae     | R. Sprague                            | 1951           |
| Cochliobolus buteae         | S.D. Patil & C. Ramesh                | 1986           |
| Cochliobolus eleusines      | Alcorn                                | 1990           |
| Cochliobolus geniculatus    | R.R. Nelson                           | 1964           |
| Cochliobolus heliconiae     | Alcorn                                | 1996           |
| Cochliobolus heterostrophus | (Drechsler) Drechsler                 | 1934           |
| Cochliobolus heveicola      | Tsukib. & W.H. Chung                  | 2005           |
| Cochliobolus homomorphus    | Luttr. & Rogerson                     | 1959           |
| Cochliobolus intermedius    | R.R. Nelson                           | 1961           |
| Cochliobolus luttrellii     | Alcorn                                | 1990           |
| Cochliobolus miakei         | I. Hino & Katum.                      | 1966           |
| Cochliobolus neergaardii    | Alcorn                                | 1990           |
| Cochliobolus ovariicola     | Alcorn                                | 1990           |
| Cochliobolus palmivora      | P.N. Rao & Chaudhury                  | 1964           |
| Cochliobolus sasae          | I. Hino & Katum.                      | 1960           |
| Cochliobolus setariae       | (S. Ito & Kurib.) Drechsler ex Dastur | 1942           |
| Cochliobolus sitharamii     | S.M. Reddy                            | 1977           |
| Cochliobolus sporoboli      | E. Castell.                           | 1951           |
| Cochliobolus tritici        | Dastur                                | 1942           |
| Cochliobolus zeae           | H.S. Chang                            | 1988           |